# Trabajo (cuadro)
Trabajo —cuyo título en inglés es Work— es una de las pinturas más elogiadas de Ford Madox Brown, artista inglés vinculado a la Hermandad Prerrafaelita. Se trata de una pintura al óleo sobre lienzo, con unas medidas de 137 x 197,3 cm, en la que Madox Brown trabajó de 1852 a 1865. Se conserva en la Manchester Art Gallery. Existe otra versión autógrafa de esta obra —más pequeña— en Birmingham.

## Introducción
Esta compleja composición le supuso al pintor 13 años de trabajo. Comenzó a trabajar en este tema en el verano de 1852, realizando bocetos de un grupo de personas en Heath Street, en Hampstead, que era entonces una zona rica en las afueras de Londres. Su objetivo era mostrar aspectos de la transición de una economía rural a otra urbana en la Inglaterra de la época victoriana, los problemas en el mundo laboral y la rápida expansión de las ciudades, que implicaba el desarrollo de los nuevos sistemas de alcantarillado.

## Análisis de la obra
- Galería de Arte de Mánchester; inventario n.º 1885.1;[3]
- Pintura al óleo sobre lienzo;
- Dimensiones:137 x 197,3 cm, con la parte superior arqueada;
- Datación: 1852-1865;
- Firmado; F.MADOX BROWN 1852-/65;
- Inscripción en el marco: Neitheir did we eat any man's bread for/ nought, but wrught with labour and / travail night and day; seest thou a man diligent in / his business? he sahll / stand before kings; I must work while it is day, for the night cometh when no man can work; in the sweat of thy face shalt thou eat bead.

La composición minimiza el claroscuro y acumula muchos detalles anecdóticos, mostrando una compresión creciente entre el espacio abierto del lado derecho, y la aglomeración de personajes en el centro y en la izquierda. En el centro y en primer plano aparece una niña despeinada —con un desgastado vestido rojo— cuidando a tres niños: un bebé en sus brazos, un niño a la derecha jugando con la carretilla de los obreros y una niña pequeña que mira dentro de la zanja creada por los trabajadores. Un perro mestizo desafía a un galgo vestido con una capa roja, y —entre ellos— está acostado un cachorro.
Tras este grupo, unos trabajadores excavan un hoyo para el alcantarillado. La figura principal es un mozo joven, trabajando con una pala en una plataforma sobre un agujero, dentro del cual otro obrero —del que solo vemos una mano sosteniendo una pala— está cavando la tierra y subiéndola arriba. Delante de la zanja, otro trabajador pasa con una pala cal a través de un tamiz. A la derecha hay otro grupo de tres peones, uno de los cuales porta un cubo, otro es un aldeano —identificable por su bata rural— que sostiene una manguera mientras otro bebe cerveza, suministrada por el hombre del chaleco rojo.
En la parte izquierda , un desarrapado y descalzo vendedor de flores —con un misérrimo sombrero de paja— se dirige hacia el espectador y mira a la derecha con suspicacia. Tras él, una señora de la clase alta con un parasol azul y —tras ella— una dama vestida de manera más sobria, que reparte folletos religiosos. Detrás de este grupo, un panadero se aleja del espectador, llevando una bandeja de pasteles sobre su cabeza. Detrás de los obreros, un caballero de mediana edad y una dama van sobre sendos caballos.
En la esquina inferior derecha, aparecen retratados Thomas Carlyle y Frederick Maurice, dos reformadores sociales —causa en la que también estaba interesado Ford Madox Brown— apoyados en una cerca, tras la cual están durmiendo unos obreros desempleados en un terraplén. Bajo la sombra de un gran árbol hay una pareja alimentando a un bebé. Tras ellos, un hombre con un sombrero de copa está apoyado en el tronco del árbol. En el fondo, a lo largo de una calle, hay dos niños y un grupo de personas —alejándose del espectador— haciendo campaña electoral, con una pancarta con el nombre del candidato "Bobus". En el extremo derecho —apenas visible tras Carlyle— un hombre amonesta a una vendedoras de naranjas, algunas de las cuales caen al suelo.

## Procedencia
- La pintura —ya esbozada— fue encargada en 1856 por Thomas Plint, coleccionista de arte prerrafaelita, que murió antes de su finalización.

## Versión de Birmingham

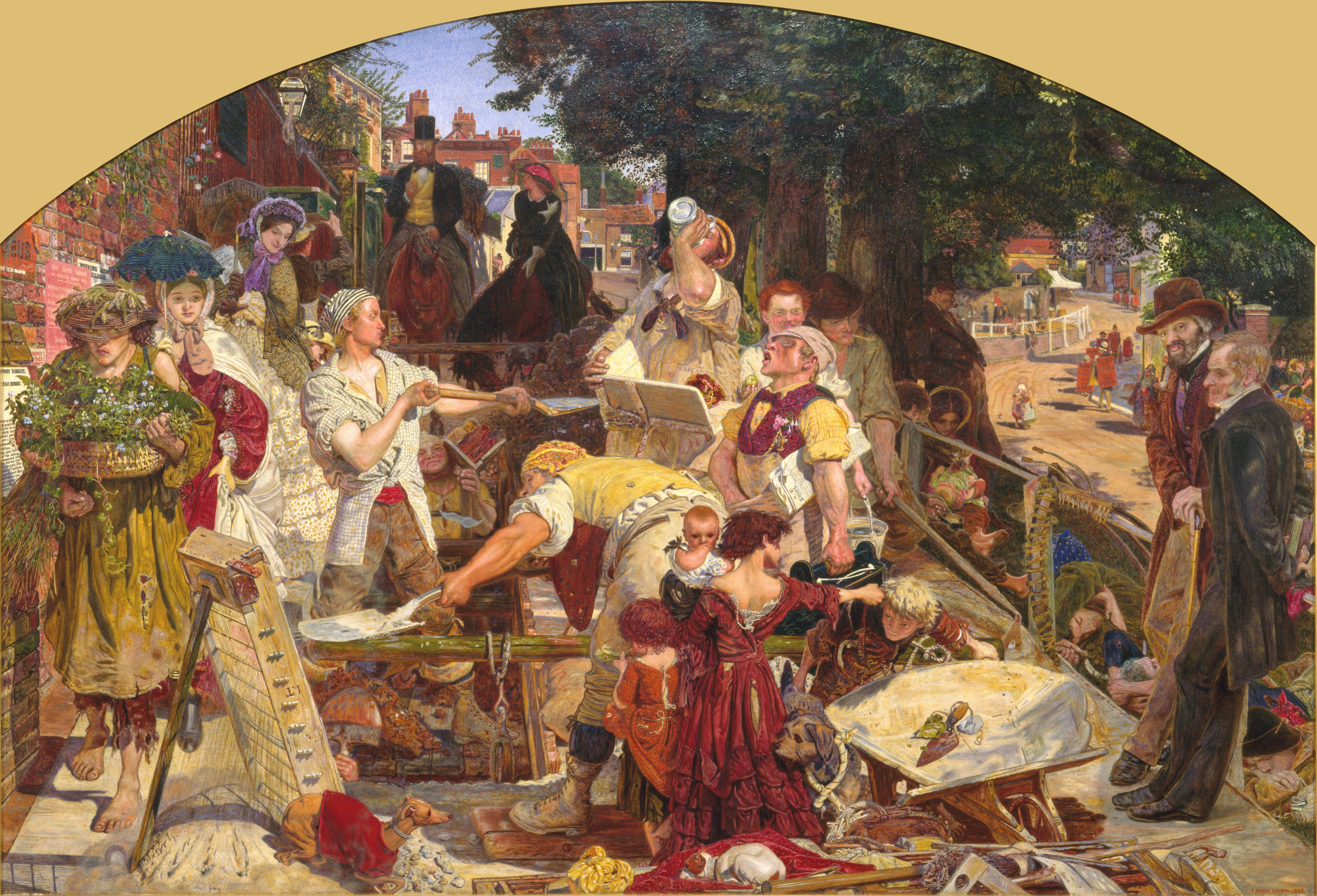
Versión de Birmingham

Una segunda versión, más pequeña, fue encargada en 1859 por James Leathart, siendo completada en 1863. Las dos versiones son muy similares, aunque para la dama de la sombrilla azul el rostro de María Leathart —la esposa del comitente— sustituye al de la esposa del pintor Brown de la versión de Mánchester.  
- Museo y Galería de Arte de Birmingham. (Actualmente en el Birmingham Museums Trust, n º. Invent. 1927P349;[8]
- Pintura al óleo sobre lienzo;
- Dimensiones:68,4 x 99.9 cm;
- Datación: 1863.